# Carlos Caszely
Carlos Humberto Caszely Garrido (ur. 5 lipca 1950 w Santiago) – chilijski piłkarz pochodzenia węgierskiego, który występował na pozycji napastnika.
Nazywany m.in. „El Chino” był znanym graczem w latach 70 w Ameryce Południowej. Charakteryzowały go wysokie umiejętności i spryt strzelecki. Przez 14 lat występował w barwach najbardziej utytułowanego klubu chilijskiego – CSD Colo-Colo.
Podczas Mistrzostw Świata w Piłce Nożnej 1974 dostąpił wątpliwego zaszczytu otrzymując pierwszą czerwoną kartkę w historii Mundiali. Stało się to w 67. minucie meczu otwarcia RFN – Chile.

## Kariera
Caszely zadebiutował w CSD Colo-Colo 13 stycznia 1967 roku. W swoim pierwszym sezonie zdobył 20 bramek.
W 1970 i 1972 roku zdobywał w barwach CSD Colo-Colo mistrzostwo Chile. Ponadto doprowadził zespół do wicemistrzostwa Copa Libertadores 1973. Został także z 9 bramkami najlepszym strzelcem tego turnieju. Dzięki tym dobrym wynikom wypatrzono go w Hiszpanii, gdzie grał dla Levante UD i Espanyolu Barcelona. Łącznie na półwyspie iberyjskim spędził 5 lat. Jego transfer był w owym czasie jednym z najdroższych w Ameryce Południowej.
Powrócił do CSD Colo-Colo w 1978 roku i dołożył do swojego dorobku kolejne 3 mistrzostwa chilijskiej Primera División (1979, 1981, 1983) oraz 3 tytuły króla strzelców (1979 ,1980 ,1981). Karierę zakończył w 1986 roku, po krótkim epizodzie w ekwadorskiej Barcelonie. Caszely jest na drugim miejscu wśród najlepszych ligowych strzelców CSD Colo-Colo. Przez 13 lat gry dla tej drużyny zagrał w 288 ligowych meczach i strzelił 151 bramek. W rozgrywkach Copa Libertadores wystąpił w 36 meczach i zaliczył 16 trafień.

## Reprezentacja narodowa
W kadrze Chile zadebiutował w 1969 roku. Najbardziej pamiętnym momentem w jego karierze reprezentacyjnej jest otrzymanie pierwszej czerwonej kartki w historii Mistrzostw Świata. Otrzymał ją w meczu z gospodarzem turnieju – RFN od tureckiego arbitra Dogana Babacana. Z powodu tej kary nie mógł zagrać w meczu z NRD, jednak w kończącym udział w mistrzostwach meczu z Australią trener Luis Alamos znów postawił na Caszelego.
Pomimo różnic poglądów politycznych z ówczesnymi władzami, przez kolejne lata nadal był pewnym punktem reprezentacji. W 1979 roku został wybrany najlepszym zawodnikiem Copa América 1979, gdzie Chilijczycy zdobyli srebrny medal.
W 1982 roku drużyna Chile z Caszelym w składzie ponownie zakwalifikowała się do Mistrzostw Świata. Po raz kolejny ekipa „La Roja” odpadła na fazie grupowej, zajmując ostatnie, 4. miejsce. Caszely zagrał 90 minut w spotkaniu z Austrią i 38 minut w meczu z Algierią.
Jest na 3. miejscu wśród najlepszych strzelców w historii reprezentacji, ustępując jedynie Marcelo Salasowi i Ivánowi Zamorano. Często wymieniany w gronie 5 najwybitniejszych chilijskich piłkarzy.

### Występy międzynarodowe
- Eliminacje do Mistrzostw Świata w Piłce Nożnej 1974 – 4 mecze
- Mistrzostwa Świata w Piłce Nożnej 1974 – 2 mecze
- Copa América 1979 – 7 meczów 3 bramki
- Eliminacje do Mistrzostw Świata w Piłce Nożnej 1982 – 3 mecze 2 gole
- Mistrzostwa Świata w Piłce Nożnej 1982 – 2 mecze
- Eliminacje do Mistrzostw Świata w Piłce Nożnej 1986 – 3 mecze 2 gole

## Statystyki

### W rozgrywkach pierwszoligowych
| Drużyna            | Lata      | Występy | Gole | Średnia |
| ------------------ | --------- | ------- | ---- | ------- |
| CSD Colo-Colo      | 1967–1972 | 123     | 62   | 0,50    |
| Espanyol Barcelona | 1975–1978 | 46      | 20   | 0,43    |
| CSD Colo-Colo      | 1978–1985 | 165     | 89   | 0,54    |
| Barcelona SC       | 1986      | 8       | 4    | 0,50    |
| RAZEM              | 1967–1986 | 342     | 175  | 0,51    |

### W pucharach międzynarodowych
| Rok   | Drużyna       | Puchar            | Mecze | Gole |
| ----- | ------------- | ----------------- | ----- | ---- |
| 1973  | CSD Colo-Colo | Copa Libertadores | 12    | 9    |
| 1980  | CSD Colo-Colo | Copa Libertadores | 6     | 3    |
| 1982  | CSD Colo-Colo | Copa Libertadores | 6     | 1    |
| 1983  | CSD Colo-Colo | Copa Libertadores | 4     | 1    |
| 1985  | CSD Colo-Colo | Copa Libertadores | 4     | 1    |
| 1986  | Barcelona SC  | Copa Libertadores | 4     | 1    |
| RAZEM | 1973–1986     |                   | 36    | 16   |

### Łącznie
|                           | Występy | Gole | Średnia |
| ------------------------- | ------- | ---- | ------- |
| Segunda División          | ?       | ?    | ?       |
| Primera División de Chile | 342     | 175  | 0.51    |
| Copa Libertadores         | 36      | 16   | 0.44    |
| Chile                     | 49      | 29   | 0.59    |
| Primera División          | 46      | 20   | 0,43    |
| Ekwadorska Serie A        | 8       | 4    | 0,50    |
| Razem                     | 481     | 244  | 0.50    |

## Teraźniejszość
Obecnie Carlos Caszely prowadzi kilka programów sportowych w chilijskim kanale 13. Nadal gra w piłkę na poziomie amatorskim w zespole CSD Colo-Colo 1973, złożonym z zawodników występujących tam w owym czasie.

## Ciekawostki
- Caszely był jednym z niewielu znanych chilijskich piłkarzy, który otwarcie krytykował dyktaturę generała Augusto Pinocheta[12]. Podczas spotkania przed wylotem na mistrzostwa świata w 1974 jako jedyny piłkarz z drużyny odmówił podania ręki generałowi. Przed wyborami w 1988 opowiedział publicznie, jak w następstwie tego zdarzenia jego matka została porwana i torturowana przez agentów dyktatury.